# Plesionika sanctaecatalinae
Plesionika sanctaecatalinae är en kräftdjursart som beskrevs av Wicksten 1983. Plesionika sanctaecatalinae ingår i släktet Plesionika och familjen Pandalidae. Inga underarter finns listade i Catalogue of Life.